# Ammazzare stanca
Ammazzare stanca è un'autobiografia del pentito della 'Ndrangheta Antonio Zagari, appartenente all'omonima 'ndrina di Taurianova.

## Contenuto
Il libro narra le vicende dell'ex 'ndranghetista e la recente storia della 'Ndrangheta tra riti e delitti.

## Trasposizione cinematografica
- Ammazzare stanca - Film del 2025 con la regia di Daniele Vicari[1][2][3].

## Edizioni
- Antonio Zagari, Ammazzare stanca, Aliberti editore, 2008,  p. 159, ISBN 88-7424-307-3.